# غراهام سكوت (حكم كرة قدم)
غراهام سكوت (بالإنجليزية: Graham Scott؛ مواليد 10 أكتوبر 1968) هو حكم كرة قدم إنجليزي، يتولى مهامه بشكل أساسي في الدوري الإنجليزي الممتاز.

## تعليمة
تلقى تعليمه في مدرسة أبينجدون و‌كلية لندن للاقتصاد.